# نیروگاه شهید منتظری
نیروگاه حرارتی شهید محمد منتظری (واقع در شمال شهر اصفهان در نزدیکی شاهین شهر، تأسیس ۱۳۶۳)، یکی از نیروگاه‌های ایران با ظرفیت تولید ۱۶۱۶ مگاوات است که شامل ۸ واحد بخار ۲۰۰ مگاواتی مدل K-300-240-2 ساخت تکنوپروم اکسپورت روسیه و ۲ واحد توربین انبساطی ۸ مگاواتی در زمینی به مساحت ۲٫۲ میلیون مترمربع است.
در این نیروگاه حدود ۹۰۰ نفر به‌صورت رسمی یا غیررسمی شاغل هستند. این نیروگاه و نیروگاه اسلام‌آباد تنها نیروگاه‌های استان اصفهان هستند که از سوخت مازوت استفاده می‌کنند.
این نیروگاه در کنار پالایشگاه نفت اصفهان و پتروشیمی اصفهان بنا شده تا بتواند پسماندهای پالایشگاه از جمله مازوت یا همان نفت کوره را به انرژی الکتریکی تبدیل کند. در سال ۱۳۹۰ این نیروگاه در راستای اصل ۴۴ قانون اساسی ایران به شرکت پرشیان فولاد واگذار شد.
در زمان ساخت، برای کاهش مصرف آب نیروگاه از برج خنک‌کن خشک (هلر) استفاده شده‌است. همچنین نیروگاه شهید منتظری، گواهی‌نامه سامانه مدیریت زیست‌محیطی ISO ۱۴۰۰۱: ۲۰۰۴ را کسب کرد.

## سوخت مصرفی نیروگاه
نیروگاه شهید منتظری توانایی استفاده از سوخت‌های گاز طبیعی و مازوت را دارا است اما به علت افزایش نیروگاه‌های سیکل ترکیبی و پدیدآمدن مشکل تأمین گاز این نیروگاه‌ها، مصرف مازوت نیروگاه افزایش یافته‌است، به‌طوری‌که مصرف سوخت نیروگاه از ۷۰ درصد گاز و ۳۰ درصد مازوت در گذشته، به ۲۰ درصد گاز و ۸۰ درصد مازوت در سال ۱۳۹۱ رسیده‌است. به گفتهٔ مدیرعامل نیروگاه هزینهٔ سوخت مازوت سه‌برابر سوخت گاز است و افزون بر ایجاد مشکلات محیط زیستی، از نظر فنی نیز استفاده از آن با دشواری‌هایی همراه است.
از مازوت مصرفی نیروگاه، ۳ درصد آن به گوگرد تبدیل می‌شود. این نیروگاه به عنوان یکی از منابع آلودگی هوای اصفهان شناخته می‌شود.
از سال ۱۳۹۲ با دستور دولت یازدهم استفاده از سوخت مازوت برای این نیروگاه ممنوع گردید و از آن زمان سوخت مصرفی نیروگاه گاز طبیعی می‌باشد.

## تاریخچه
در اولین ماه‌های پس از انقلاب اسلامی ایران قرارداد ساخت نیروگاه شهید منتظری میان شرکت توانیر و شرکت تکنوپروم اکسپورت شوروی سابق در سال ۱۳۵۷ بسته شد. نیروگاه شامل ۸ واحد است که واحدهای ۱ و ۲ در سال ۱۳۶۳، واحد ۳ در سال ۱۳۶۴ و واحد ۴ در سال ۱۳۶۸ به بهره‌برداری رسیدند. ساخت چهار واحد دوم این نیروگاه طی قراردادی با همان شرکت در سال ۱۳۶۸ شروع شد. واحدهای ۵ و ۶ در سال ۱۳۷۷ و واحدهای ۷ و ۸ در سال ۱۳۷۸ به شبکهٔ سراسری متصل شدند.

## نصب توربین انبساطی
در بین سال‌های ۱۳۹۰ تا ۱۳۹۱، ۲ واحد توربین انبساطی، هر یک به ظرفیت ۸ مگاوات در نیروگاه شهید منتظری نصب شد. این توربین‌ها با نصب در ایستگاه‌های تقلیل فشار گاز شهری و نیروگاه‌ها، برق تولید می‌کنند.
توربین انبساطی را در ایستگاه‌های تقلیل فشار، به منظور کاهش فشار گاز برای مصرف شهری، بر سر راه گاز فشار قوی می‌گذارند که هم باعث کاهش فشار گاز و هم تولید برق می‌شود.
علاوه‌بر نیروگاه شهید منتظری در نیروگاه‌های نکا و رامین اهواز نیز از این توربین‌ها نصب شده‌است.